# Wiktor Szajtar
Wiktor Szajtar (ur. 13 lutego 1983 roku w Moskwie) – rosyjski kierowca wyścigowy.

## Kariera
Szajtar rozpoczął karierę w międzynarodowych wyścigach samochodowych w 2002 roku od startów w Rosyjskiej Formule 1600, gdzie sześciokrotnie stawał na podium, w tym trzykrotnie na jego najwyższym stopniu. Uzbierane 132 punkty pozwoliły mu zdobyć tytuł mistrza serii. W późniejszych latach Rosjanin pojawiał się także w stawce Rosyjskiej Formuły 3, Formuły 3 NEZ, Fińskiej Formuły 3, Niemieckiej Formuły 3, Rustavi International Challenge - Formula Alfa, Legends Russia, Legends Cars Georgia, Formula Alfa Georgia, Blancpain Endurance Series, European Le Mans Series, 24-godzinnego wyścigu Le Mans oraz FIA World Endurance Championship.